# Cheikh Saad
Cheikh Saad (n. Nuadibú, 20 de septiembre de 1990) es un jugador de fútbol mauritano que juega en la demarcación de delantero para el CE EFAC Almacelles de la Primera Catalana.

## Biografía
Cheikh Saad debutó en 2009 a los 19 años con el UE Lleida. Tras dos años fichó por el CD San Roque de Lepe antes de irse traspasado al Club Lleida Esportiu en 2012, aunque no permaneció demasiado tiempo en el club, puesto que en la misma temporada fichó por el CD Binéfar y después por el Hellín Deportivo. Ya en el mercado de invierno de la temporada 2012/2013 fue traspasado al Yeclano Deportivo, club en el que permaneció durante gran parte de 2013, año en el que el Ontinyent CF le fichó. En el mercado de invierno de la temporada 2013-2014 ficha por el Atlético de Monzón. En julio de 2014, el FK Ventspils hizo oficial el fichaje de Saad por el club.

## Clubes
| Club                 | País    | Año         | Partidos | Goles |
| -------------------- | ------- | ----------- | -------- | ----- |
| UE Lleida            | España  | 2009 - 2011 | 38       | 3     |
| CD San Roque de Lepe | España  | 2011 - 2012 | 7        | 0     |
| Club Lleida Esportiu | España  | 2012        | 6        | 0     |
| CD Binéfar           | España  | 2012        | 6        | 2     |
| Hellín Deportivo     | España  | 2012 - 2013 | 12       | 9     |
| Yeclano Deportivo    | España  | 2013        | 16       | 5     |
| Ontinyent CF         | España  | 2013        | 0        | 0     |
| Atlético de Monzón   | España  | 2014        | 13       | 2     |
| FK Ventspils         | Letonia | 2014-2016   | 21       | 11    |
| CDJ Tamarite         | España  | 2016-2017   | 9        | 1     |
| CD Eldense           | España  | 2017        | 14       | 1     |
| FC Ascó              | España  | 2017-2018   | 26       | 13    |
| CE L'Hospitalet      | España  | 2018-2019   | 26       | 13    |
| CE EFAC Almacelles   | España  | 2019-       |          |       |

## Palmarés

### Campeonatos nacionales
| Título   | Club         | País    | Año  |
| -------- | ------------ | ------- | ---- |
| Virslīga | FK Ventspils | Letonia | 2014 |